# Полисома

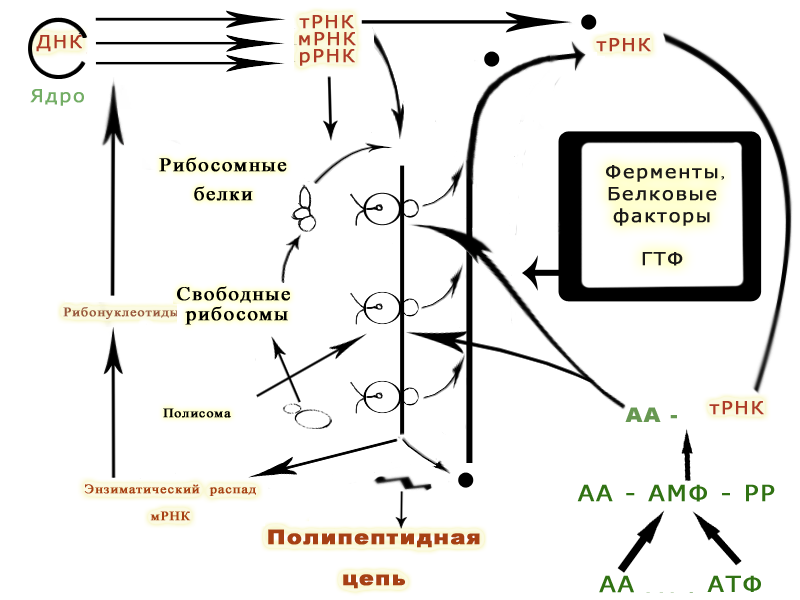
Роль разных типов РНК в синтезе белка

Полисома, или полирибосома (англ. Polysome, Polyribosome) — несколько рибосом, одновременно транслирующих одну молекулу иРНК. Поскольку длина средней молекулы иРНК значительно превышает количество нуклеотидов, занимаемых на РНК рибосомой, одну молекулу РНК, в зависимости от скорости инициации одновременно транслируют несколько рибосом. Образование и количество рибосом в полисоме зависит от скорости инициации, элонгации и терминации на данной конкретной мРНК. В настоящее время принята модель, согласно которой у эукариот начало мРНК (5'-нетранслируемый участок) и её конец (3'-нетранслируемый участок) сближены за счёт взаимодействия фактора инициации трансляции eIF4F с поли(А)-связывающим белком, ассоциированным с 3'-нетранслируемый участком. Таким образом, рибосома, завершившая синтез полипептида, может начинать новый раунд трансляции.